# 钓台故址
钓台故址，位于中国广东省江门市钓台路1号。1983年，列入江门市文物保护单位。

## 概况

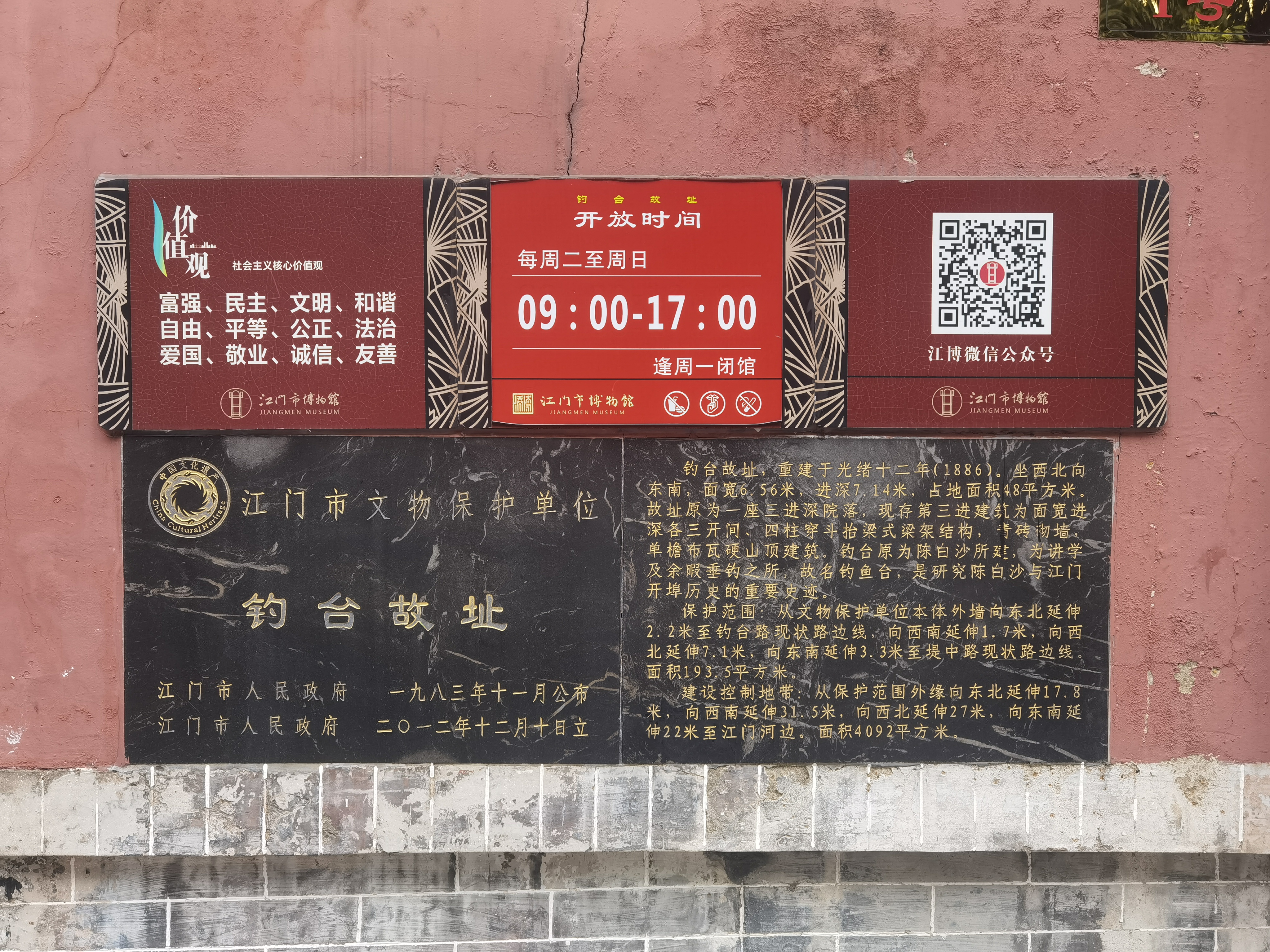
江门钓台故址文保碑

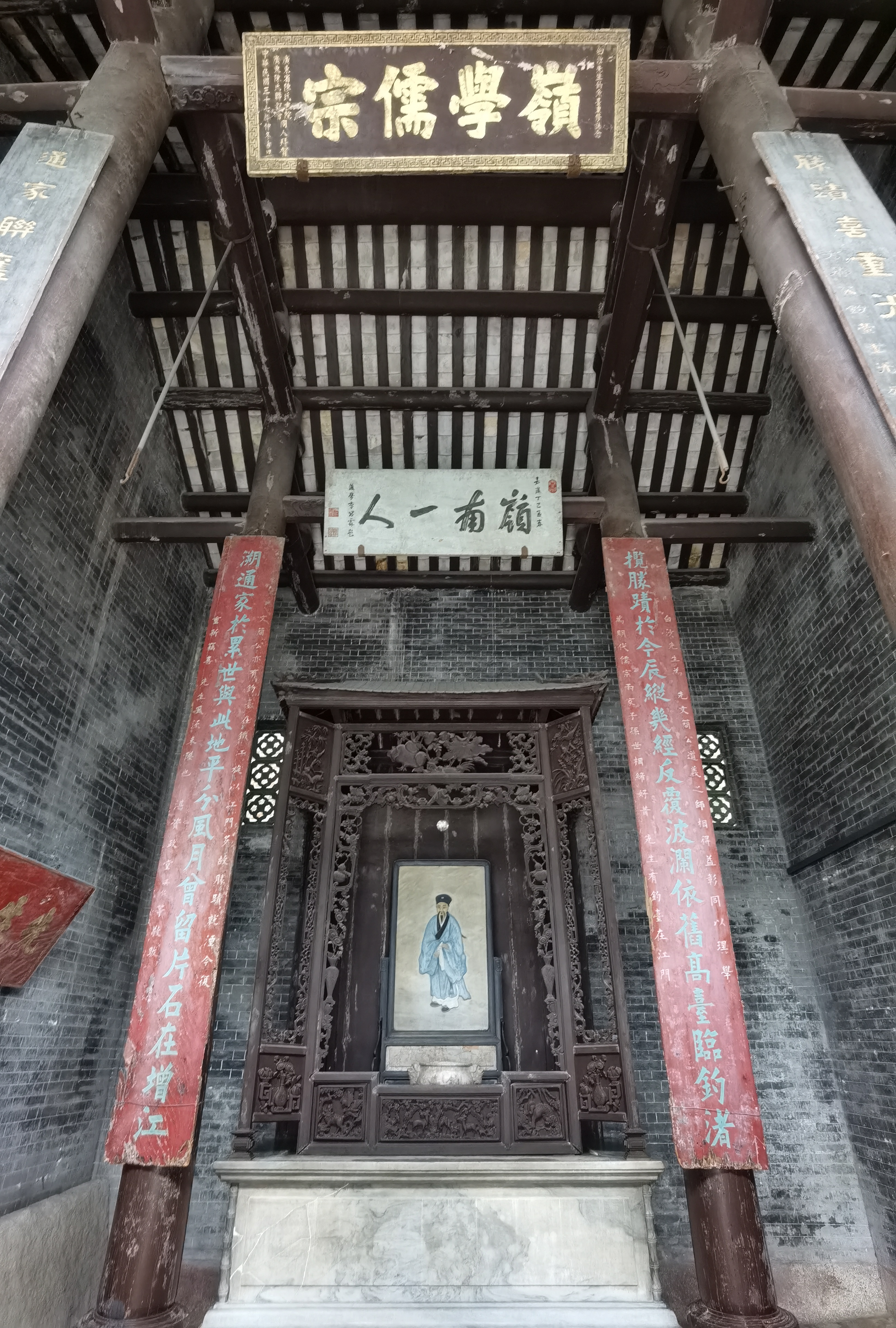
江门钓台故址内景

明代成化年间，陈白沙仿效东汉严子陵，在蓬江边筑钓鱼台。江门钓台原为三进深院落式建筑，后因年久失修而毀。清乾隆三年，钓鱼台复修。1927年，沿江修筑长堤，钓台及前二进建筑被拆掉，仅存后座建筑，即为钓台故址。